# Intermedien für La pellegrina
Anlässlich der Hochzeit von Ferdinando I. de’ Medici mit Christine von Lothringen wurde am 2. Mai 1589 im Uffizientheater in Florenz die Komödie La pellegrina des Dichters Girolamo Bargagli aufgeführt. Zwischen den Akten spielte man insgesamt sechs prunkvoll ausgestattete musikalische Intermedien (Zwischenspiele) von einigen der bedeutendsten Komponisten der Zeit: Cristofano Malvezzi, Antonio Archilei (?), Luca Marenzio, Giulio Caccini, Giovanni de’ Bardi, Jacopo Peri und Emilio de’ Cavalieri. Sie gelten als wichtiger Vorläufer der Gattung Oper.

## Struktur und Inhalt
Inhaltlich behandeln die Intermedien die Macht der Musik und ihren Einfluss auf die Menschen.:53

### Intermedio I: „L’armonia delle sfere“ – Die Harmonie der Sphären

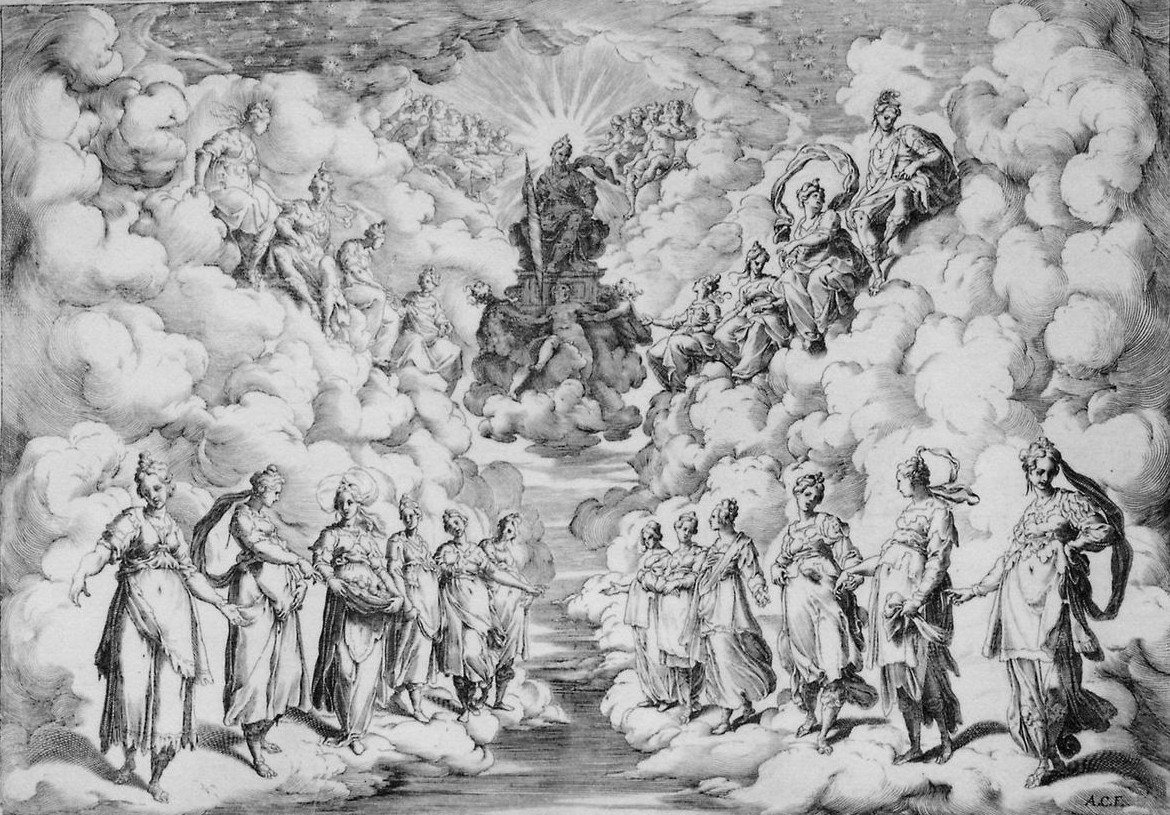
Die Göttin der Notwendigkeit mit der Weltenspindel, den Parzen, Planeten und Heroen

1. Cristofano Malvezzi: Sinfonia, a 6
2. Antonio Archilei oder Emilio de’ Cavalieri: Dalle più alte sfere
3. Cristofano Malvezzi: Noi, che cantando, a 8
4. Cristofano Malvezzi: Sinfonia, a 6
5. Cristofano Malvezzi: Dolcissime Sirene, a 6
6. Cristofano Malvezzi: A voi reali amanti, a 15
7. Cristofano Malvezzi: Coppia gentil, a 6

Das Motiv der Sphärenharmonie im ersten Intermedium stammt aus dem Schluss von Platons Politeia. Es bezieht sich auf die antike Musica mundana und Musica humana.:53 Die Dorische Harmonie steigt in einer Wolke vom Himmel herab. Um sie herum sitzen die Harmonien der Phrygischen, Lydischen, Mixolydischen, Hypodorischen, Hypophrygischen und Hypolydischen Tonart. Nach der einleitenden Sinfonia singt die Dorische Harmonie die mit Koloraturen versehene Monodie Dalle più alte sfere. Daraufhin ziehen sich die Harmonien zurück, und die Sirenen, die Bewahrerinnen der Sphärenharmonie, erscheinen, um gemeinsam das achtstimmige Madrigal Noi, che cantando vorzutragen. Der Himmel öffnet sich, und die Göttin der Notwendigkeit mit der Weltenspindel wird sichtbar, zu ihren Füßen die drei Parzen. Außerdem erscheinen die sieben Planeten zusammen mit Astraea und zwölf Heroen, die in jeweils männlicher und weiblicher Form die Tugenden Gerechtigkeit, Frömmigkeit, Mitleid, eheliche Liebe, Großherzigkeit und Mut symbolisieren. Himmel und Erde huldigen in den folgenden auf maximale Klangpracht ausgelegten Gesängen dem fürstlichen Brautpaar.:39–40

### Intermedio II: „La gara fra Muse e Pieridi“ – Der Wettgesang der Musen und Pieriden
1. Luca Marenzio: Sinfonia, a 5

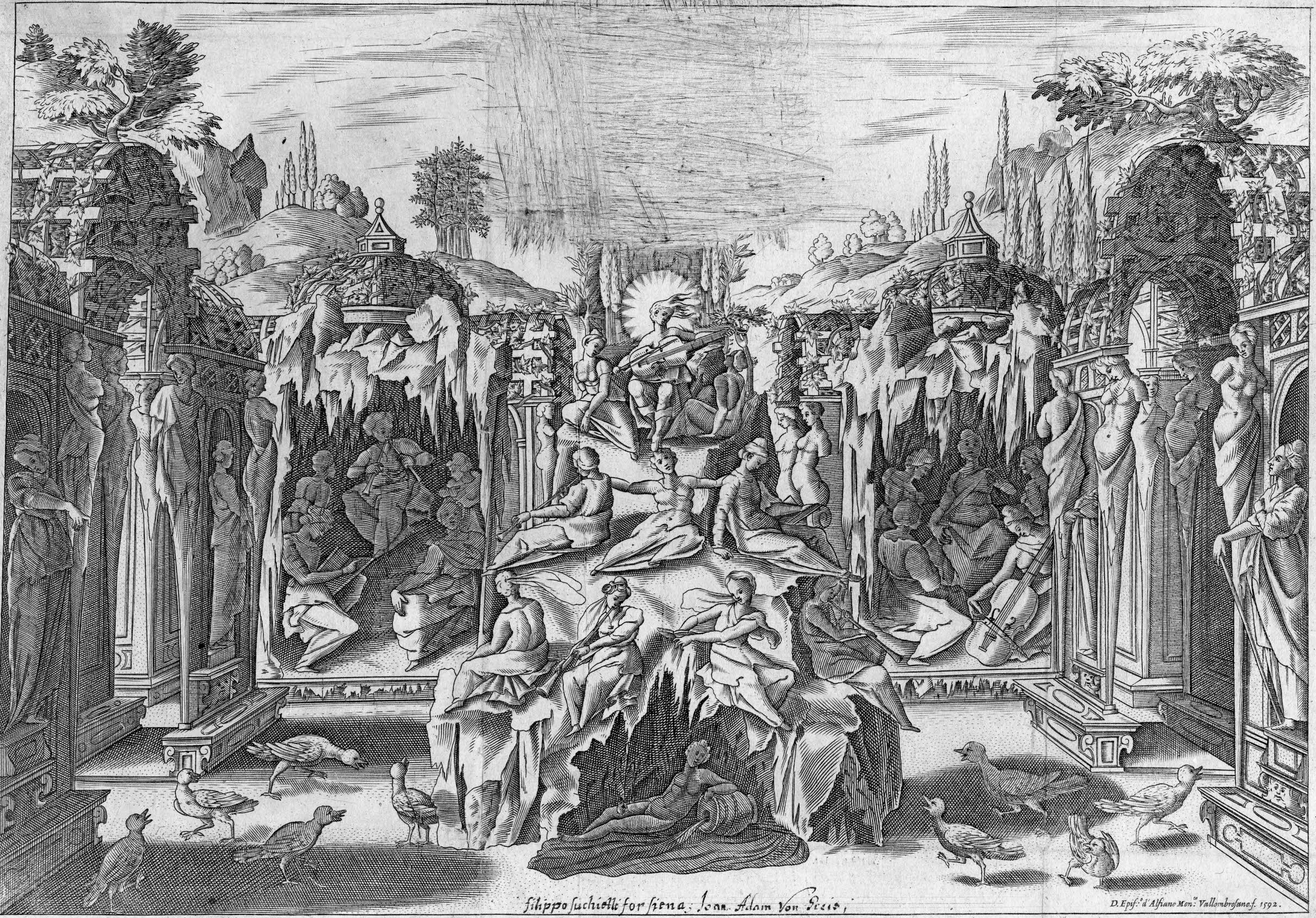
Wettgesang der Musen und Pieriden

2. Luca Marenzio: Belle ne fe’ natura, a 3
3. Luca Marenzio: Chi dal delfino, a 6
4. Luca Marenzio: Se nelle voci nostre, a 12
5. Luca Marenzio: O figlie di Piero, a 18

Das zweite Intermedium zeigt einen musikalischen Wettstreit zwischen den Musen und den sie herausfordernden Pieriden, den Töchtern des Königs Pieros. Es basiert auf dem fünften Kapitel des fünften Buchs von Ovids Metamorphosen. Das erste Madrigal, Belle ne fe’ natura, stellt die Schiedsrichterinnen, eine Gruppe Waldnymphen, vor. Der Beitrag der Pieriden ist das sechsstimmige Madrigal Chi dal delfino. Doch die Musen übertrumpfen sie mit dem zwölfstimmigen Se nelle voci nostre. Nachdem der Streit zugunsten der Musen entschieden ist, werden die Pieriden für ihre Torheit in Elstern verwandelt.:53

### Intermedio III: „Il combattimento pitico d’Apollo“ – Der Kampf Apollons mit dem Drachen Python

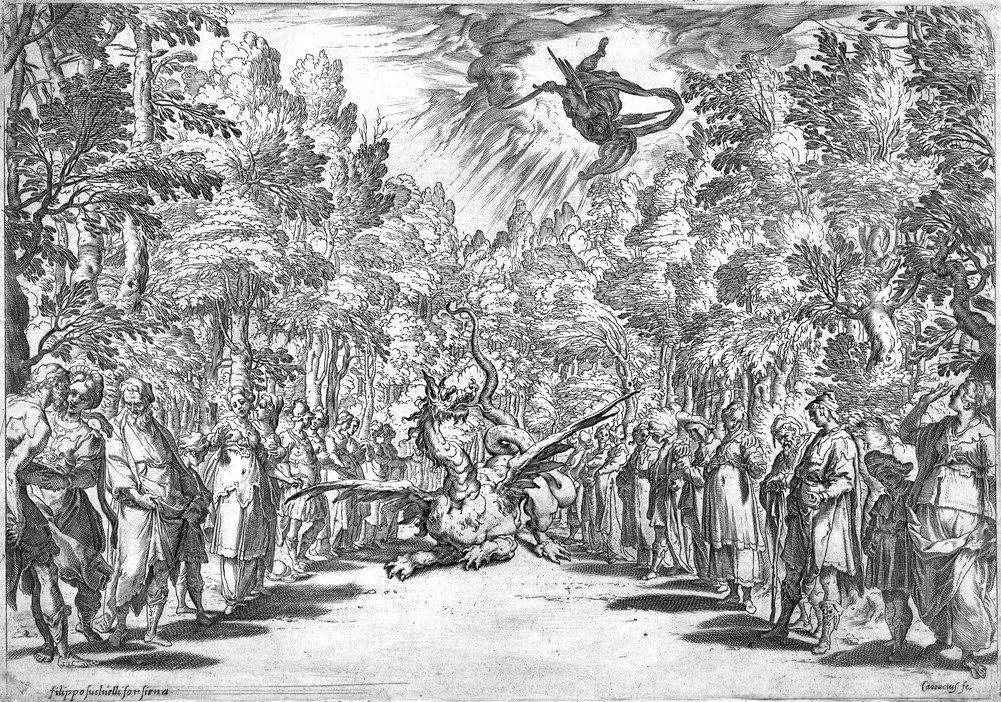
Der Kampf Apollons mit dem Drachen Python

1. Luca Marenzio: Qui di carne si sfama, a 12
2. Luca Marenzio: O valoroso Dio, a 4
3. Luca Marenzio: O mille volte, a 8

Auch das dritte Intermedium hat eine Erzählung Ovids zum Thema: den Kampf Apollons mit dem Drachen Python aus dem neunten Kapitel des ersten Buchs der Metamorphosen. Zu Beginn steht der Klagegesang Qui di carne si sfama der Einwohner Delphis über die Verwüstung ihres Landes durch den Drachen. Er erinnert durch seine strenge Deklamation an die Tragödienchöre Andrea Gabrielis, enthält aber auch Elemente des Madrigalstils. Apollon erscheint und besiegt das Ungeheuer in einem Zweikampf (dessen Musik nicht erhalten ist). Es folgen Freudengesänge mit einem abschließenden Tanz.:53:42

### Intermedio IV: „La regione de’ demoni“ – Das Reich der Dämonen

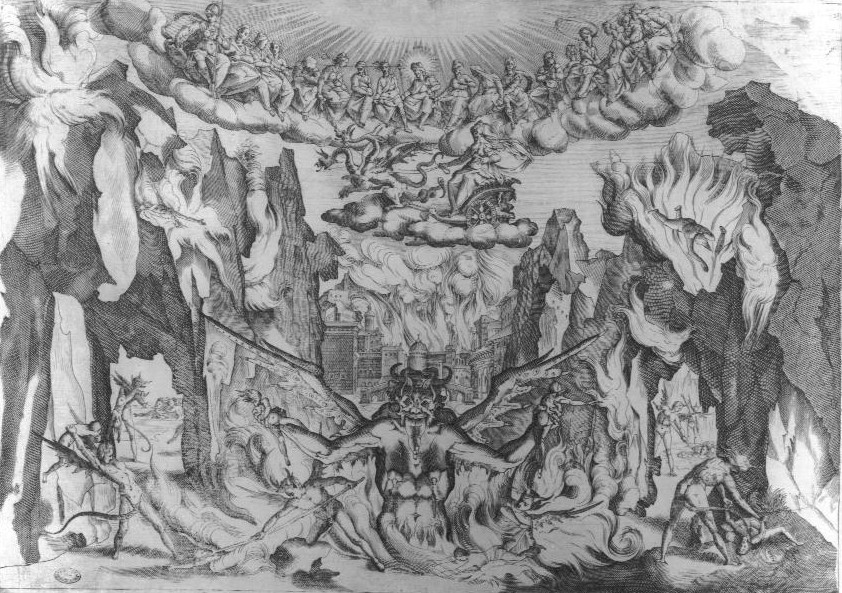
Das Reich der Dämonen

1. Giulio Caccini: Io che dal ciel cader
2. Cristofano Malvezzi: Sinfonia, a 6
3. Cristofano Malvezzi: Or che le due grand’alme, a 6
4. Giovanni de’ Bardi: Miseri habitator, a 5

Das vierte Intermedium basiert wie das erste und das sechste auf einer platonischen Allegorie. Es bezieht sich auf die Evokation der Feuerdämonen.:39–40 Außerdem gibt es Anspielungen an Dantes Inferno aus der Göttlichen Komödie. Eine Zauberin schwebt auf einem fliegenden Wagen herein und fordert die himmlischen Heroen auf, das Goldene Zeitalter zu verkünden (Io che dal ciel cade). Nach der Hochzeit der beiden „großen Seelen“ werde alles Leid auf Erden ein Ende haben (Or che le due grand’alme) und die Hölle verschlossen bleiben (Miseri habitator).:54

### Intermedio V: „Il canto d’Arione“ – Der Gesang des Arion

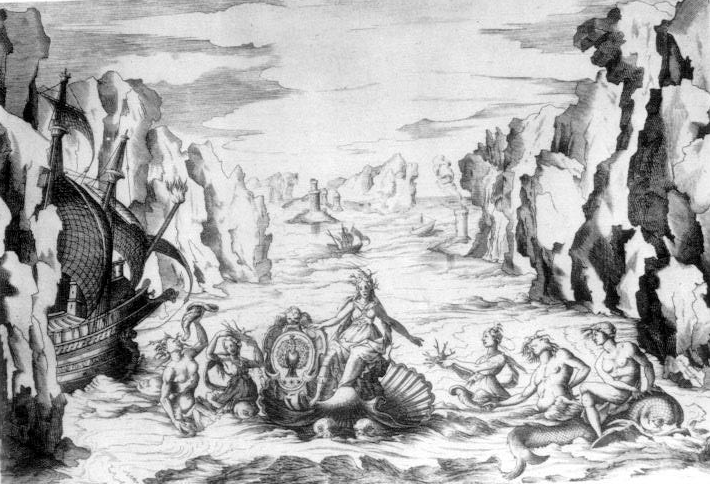
Aphrodite

1. Luca Marenzio: Io che l’onde raffreno, a 5
2. Cristofano Malvezzi: E noi con questa bella diva, a 5
3. Cristofano Malvezzi: Sinfonia, a 6
4. Jacopo Peri: Dunque fra torbid’onde
5. Cristofano Malvezzi: Lieti solcando il mare, a 7

Die Geschichte von der Rettung des korinthischen Dichtersängers Arion durch einen Delphin ist in den Historien des Herodot (I, 23 f) und in Plutarchs Moralia überliefert. Auf einer Reise von Sizilien nach Korinth erweckt Arions Reichtum den Neid der Matrosen, die ihn töten wollen. Sie gestatten ihm jedoch seinen letzten Wunsch, noch einmal ein Lied zu singen. Sein Gesang ruft einen Delphin herbei, der ihn nach seinem Sturz ins Meer sicher an Land bringt.
Zu Beginn huldigt Aphrodite, die „Königin des Meeres“, dem Brautpaar (Io che l’onde raffreno). Weitere Stimmen schließen sich ihr an (E noi con questa bella diva). Arions Monodie Dunque fra torbid’onde wird akkordisch von einem Chitarrone begleitet und enthält einen doppelten Echoeffekt. Die Musik zur eigentlichen Delphinszene ist nicht erhalten. Den Abschluss bildet ein Freudenchor der Seeleute, die in Unkenntnis von Arions Rettung die Beute verteilen (Lieti solcando il mare).:39–41

### Intermedio VI: „La discesa d’Apollo e Bacco col Ritmo e l’Armonia“ – Der Abstieg von Apollo und Bacchus mit Rhythmus und Harmonie

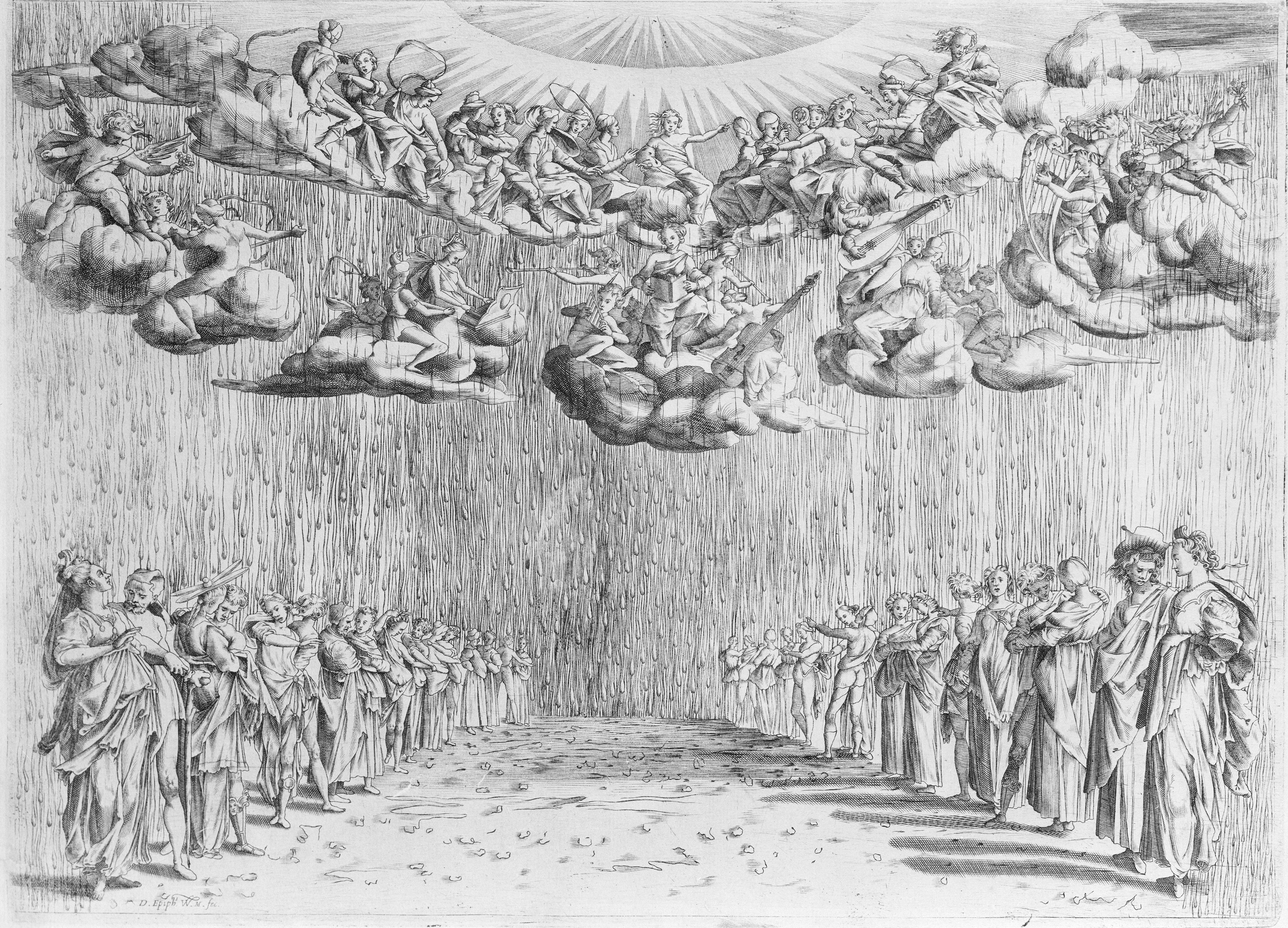
Der Abstieg von Apollo und Bacchus mit Rhythmus und Harmonie

1. Cristofano Malvezzi: Dal vago e bel sereno, a 6
2. Cristofano Malvezzi: O qual risplende nube, a 6
3. Emilio de’ Cavalieri: Godi turba mortal
4. Cristofano Malvezzi: O fortunato giorno, a 30
5. Emilio de’ Cavalieri: O che nuovo miracolo, a 5 / a 3

Die Handlung des letzten Intermediums basiert auf Platos Gesetzen. Unten auf der Bühne stehen in zwei Reihen zwanzig irdische Paare, die von goldenen Tropfen beregnet werden. Darüber sitzen auf fünf beweglichen Wolken die Musen bzw. Grazien. Ganz oben thronen die Götter in einem Halbkreis unter einer zentralen Sonne.:54
Die im Himmel versammelten Götter freuen sich über ein Geschenk Jupiters an die Menschheit.:54 Ihr Madrigal Dal vago e bel sereno wird zunächst rein instrumental, dann mit Gesang vorgetragen. Bei der Gabe handelt es sich um Harmonie und Rhythmus. Die Antwort darauf bildet ein sechsstimmiges Madrigal (O qual risplende nube) der zwanzig Paare auf der Bühne. Es folgt eine vom Chitarrone begleitete Monodie (Godi turba mortal), bevor mit dem dreißigstimmigen O fortunato giorno der Höhepunkt des Intermedien-Zyklus erreicht wird. An diesem Stück sind sämtliche Mitwirkende der Aufführung beteiligt. Es ist in sieben Chöre aufgeteilt und eigentlich sechsstimmig, „um die Schwierigkeiten großer Sprünge zu vermeiden, die Erinnerung zu erleichtern und eine bessere Harmonie zu erreichen“ (Malvezzi).
Den Abschluss bildet ein Ballo (Ballett), in dem sich Rhythmus (Tanz) und Harmonie (Musik) vereinen. Wie die Musik stammte auch die Choreographie von Emilio de’ Cavalieri. Es besteht aus sich abwechselnden drei- und fünfstimmigen Abschnitten, die von unterschiedlichen Ensembles vorgetragen wurden.

## Werkgeschichte

### Intermedien als repräsentatives Element bei Fürstenhochzeiten

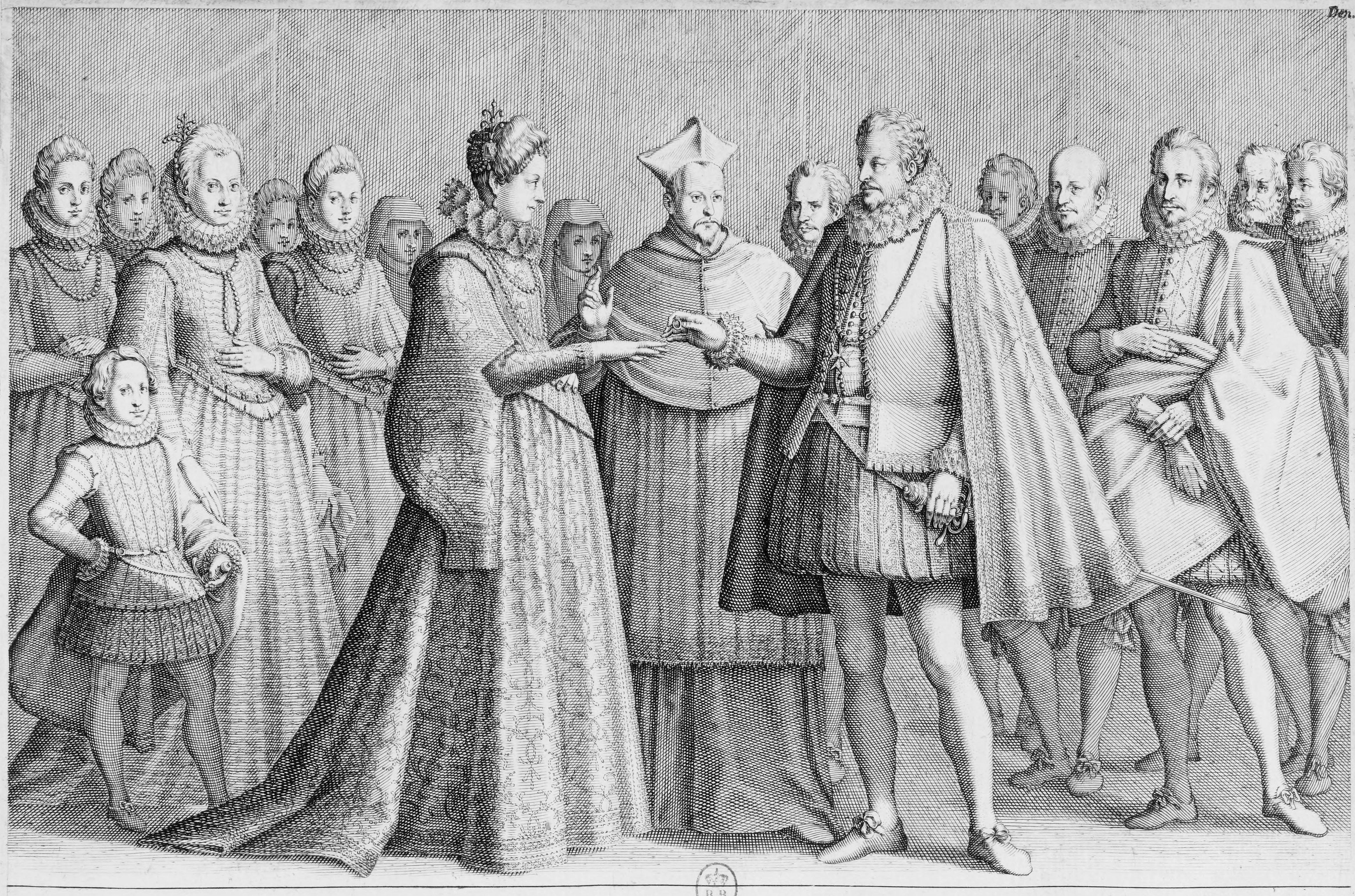
Die Hochzeit von Ferdinando I. mit Christine von Lothringen

Die „Intermedium“, „Intermezzo“, „Intramento“ oder anders genannten musikalischen Zwischenspiele wurden seit der Wiederentdeckung der antiken Dramenform gegen Ende des 15. Jahrhunderts zwischen den üblicherweise fünf Akten dieser Schauspiele gespielt. Während des 16. Jahrhunderts erzielten sie beim Publikum eine immer größere Beliebtheit, die diejenige der Dramen übertreffen konnte.:33 Besonders an den Fürstenhöfen, wo größere finanzielle Mittel zur Verfügung standen als an gewöhnlichen Theatern, wurden die Intermedien genutzt, um die Bedeutung der jeweiligen Herrscher durch ihre Pracht herauszustellen oder diese allegorisch als Nachfolger der antiken Helden zu stilisieren. Florenz als Machtzentrum der Medici entwickelte sich dabei zu einem Zentrum dieser Kultur. Die dortigen Aufführungen wurden detailliert dokumentiert. Als besonders prachtvoll gelten die Intermedien der Jahre 1539, 1565 und 1589.:34 Mit zunehmender Prachtentfaltung nahm auch die Bedeutung der Intermedien im Rahmen der Theateraufführung zu. Spätestens als sie auch am Anfang und Ende des Stücks gespielt wurden, wirkten sie nicht mehr wie Beiwerk, sondern wie das Hauptstück selbst, wie Giovanni Battista Strozzi der Jüngere feststellte.:50–51
Die Intermedien von 1539 wurden anlässlich der Hochzeit von Cosimo I. de’ Medici mit Eleonora von Toledo im Rahmen der Komödie Il commodo von Antonio Landi aufgeführt. Der Text stammte von Giovanbattista Strozzi dem Älteren, die Musik von Francesco Corteccia.:34–36
Die Intermedien von 1565 fanden zur Hochzeit von Francesco I. de’ Medici mit Johanna von Österreich statt. Sie wurden in die Komödie La cofanaria von Francesco d’Ambra integriert. Den Text schrieb Giovanbattista Cini, die Musik Alessandro Striggio der Ältere und Francesco Corteccia.:36–37
Die aufwändigste Intermedien-Produktion der Geschichte gab es 1589.:37 Diese sechs (hier behandelten) Intermedien zur Komödie La pellegrina von Girolamo Bargagli wurden am 2. Mai 1589 anlässlich der Hochzeit von Ferdinando I. de’ Medici mit Christine von Lothringen gegeben.:42 Sie waren der Höhepunkt der zweiwöchigen Festlichkeiten, an deren Vorbereitungen mehr als 800 Personen für ein halbes Jahr beteiligt waren. Neben den Theateraufführungen gab es Festbankette, Triumphzüge, Turniere, eine nachgestellte Seeschlacht im Hof des Palazzo Pitti und weitere Veranstaltungen.

### Produktion der Intermedien von 1589

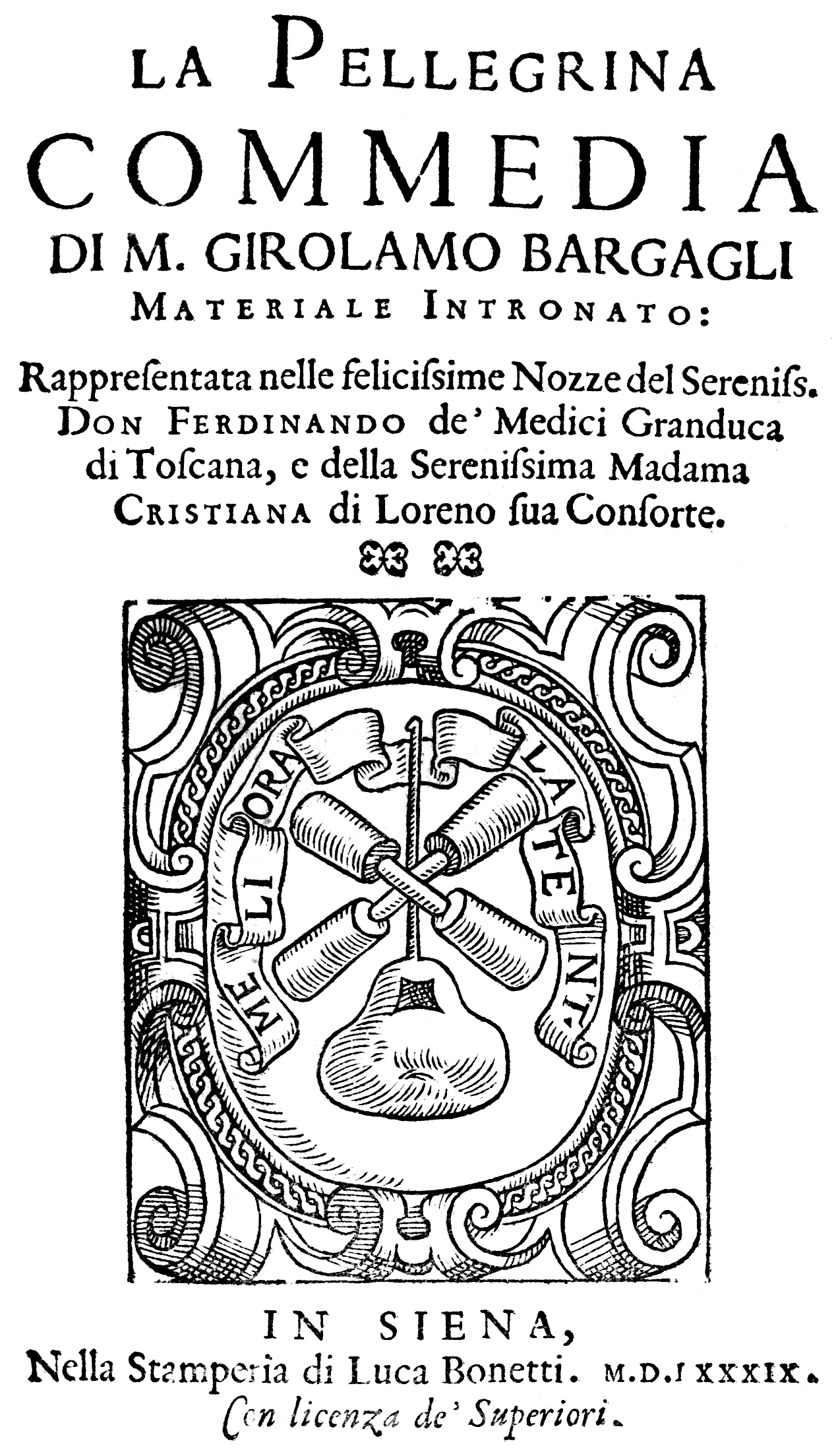
Titelblatt der Komödie
La pellegrina

Für die Aufführung der Pellegrina baute Bernardo Buontalenti das Uffizientheater um. Er umgab die Halle von allen Seiten mit sechs Stufen, um ein Theater zu bilden. Es erhielt Rampenlicht, ein geneigtes Parterre, einen Theatervorhang und eine Bühnenmaschinerie für fliegende Szenenwechsel – im sechsten Intermedium gab es 82 Bühnenbewegungen und 90 Kostüme. Die Orangen- und Zitronenbäume im zweiten Intermedium wurden mit Duftwasser sensorisch hervorgehoben.:60
Die Organisation der Produktion der sechs Intermedien zur Pellegrina hatte Emilio de’ Cavalieri. Die Thematik stammte von Giovanni de’ Bardi, einem der beteiligten Komponisten. Für Bühne und Kostüme war Buontalenti verantwortlich. Ottavio Rinuccini dichtete den Großteil der Verse. Weitere Teile der Dichtung trugen Bardi, Giovanni Battista Strozzi und Laura Lucchesini de’ Guidiccioni bei. Als Komponisten kamen Cristofano Malvezzi, Luca Marenzio, Giulio Caccini, Giovanni de’ Bardi, Jacopo Peri, Emilio de’ Cavalieri und möglicherweise Antonio Archilei zum Zuge.:37–38 Ausgeführt wurden die Intermedien von Mitgliedern der Accademia degl’Intronati von Siena, deren Mitglied Bargagli war.
Die Instrumentation ist in Form einer Liste der Mitwirkenden überliefert. Dies ist für Musik des 16. Jahrhunderts ungewöhnlich, da die Besetzung damals in der Regel nur vage mit per ogni sorte d’istrumenti („für jegliche Art Instrumente“) angegeben wurde.:58
Der Lauten-Virtuose Giovanni Battista Jacomelli wirkte ebenso mit wie Alessandro Striggio der Jüngere. Letzterer spielte die Viola in der Sinfonia des ersten Intermediums.:53 Giulio Caccini spielte die Harfe in der Sinfonia des vierten Intermediums, in dem seine Frau Lucia das Eingangsstück Io che dal ciel cader sang.:54 Vittoria Archilei, die Ehefrau Antonio Archileis, sang die Armonia im ersten Intermedium:37–38 und die Aphrodite in Io che l’onde raffreno zu Beginn des fünften Intermediums, in dem Jacopo Peri den Arion darstellte.:54 Die dreistimmigen Teile des abschließenden Ballo sangen und spielten Vittoria Archilei (spanische Gitarre), Lucia Caccini (neapolitanische Gitarre) und Margarita Caccini (Tamburin):54 Auch Luca Marenzio übernahm eine Gesangspartie.
Für das abschließende Ballett des sechsten Intermediums wurde der Text O che nuovo miracolo erst nachträglich zur vorhandenen Musik geschrieben – ein Hinweis auf den hohen Rang von Musik und Choreografie.:60

Kostümbilder
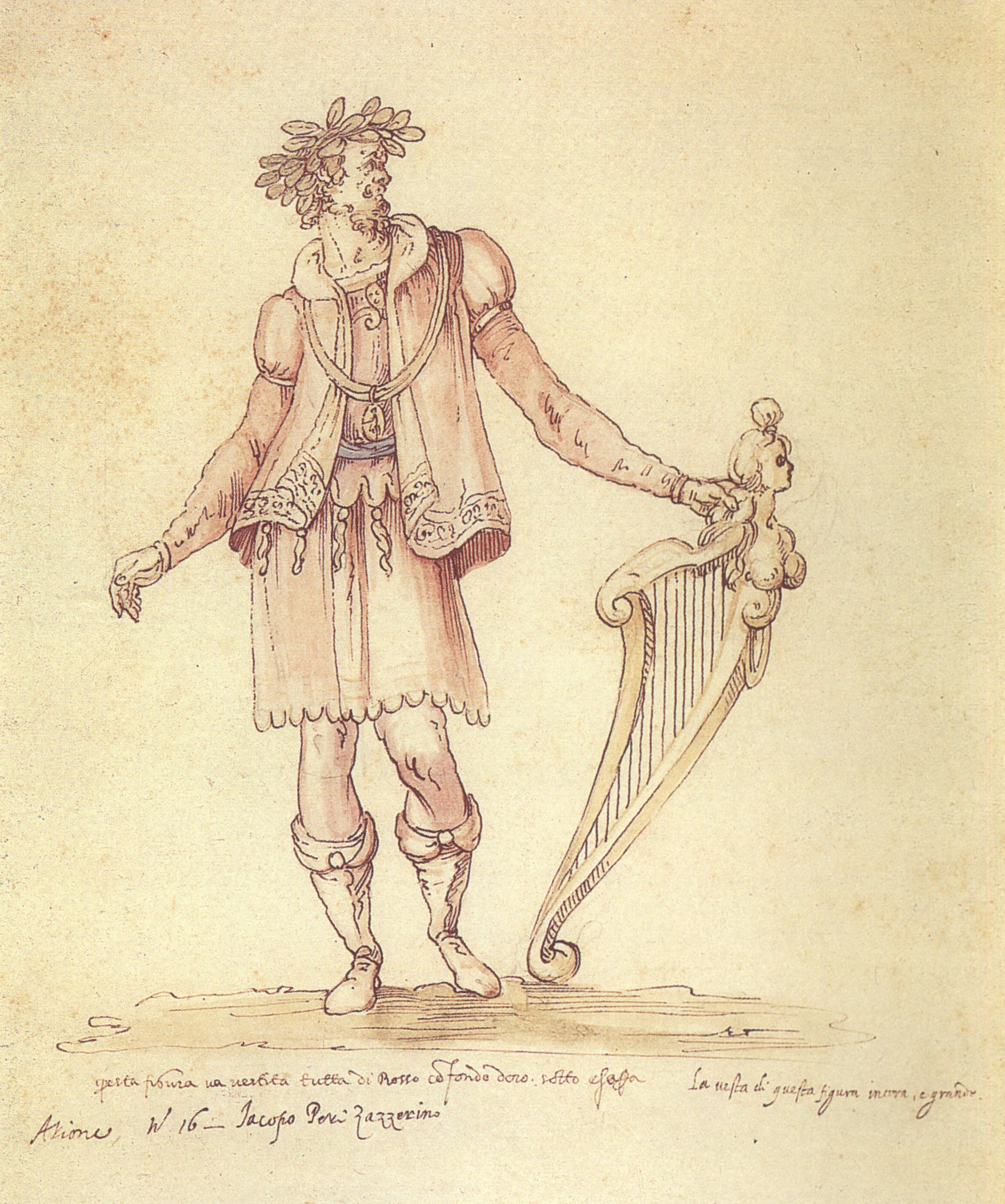
Jacopo Peri als Arione
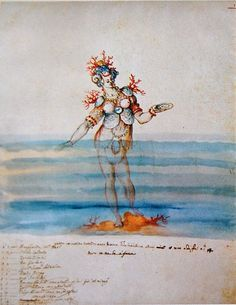
Meeresnymphe
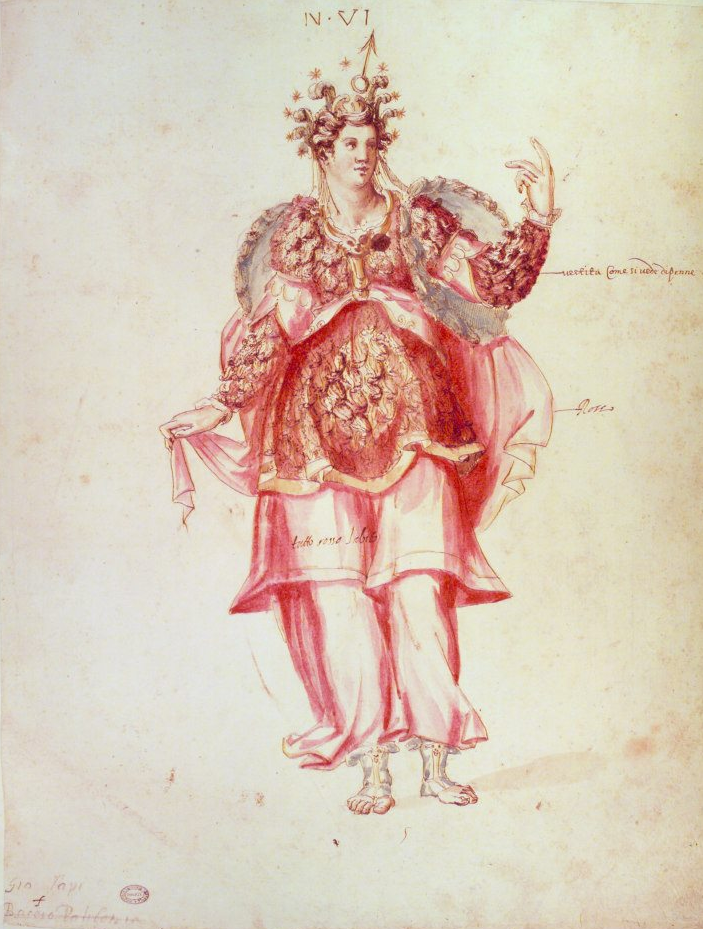
Sirene der Sphäre des Mars

### Gestaltung
Intermedien wurden üblicherweise als Abfolge von Madrigalen komponiert, in denen alle Stimmen sämtliche Texte auf polyphone Art vortrugen. Die Intermedien von 1589 enthalten außerdem bereits insgesamt sechs solistische Monodien, eine damals moderne Kompositionsart (Nuova maniera), die wenig später typisch für die frühe Oper werden sollte.
Strozzi nannte als wesentliche Haupteigenschaften der Intermedien die Begriffe Großartigkeit, Bewunderung, Klarheit, Genuss, Angemessenheit zum Theaterstück, Zusammenhang und Anlassbezogenheit.:51–52 Auch die Intermedien von 1589 waren durch ein gemeinsames Thema (die Macht der Musik) verbunden. Nur die Höllenszene des vierten Intermediums unterbrach diese Einheit. Diese Szene war jedoch zwingend erforderlich, um das durch die Fürstenhochzeit anbrechende Goldene Zeitalter anzukündigen. Eine fortlaufende dramatische Handlung wie bei der späteren Oper war bei den Intermedien noch nicht notwendig, und auch die Intermedien von 1589 besitzen keine solche.:61
Der musikalische Stil der einzelnen Stücke ist höchst abwechslungsreich. Es gibt vom Chitarrone begleitete Solostücke (Monodien) und großbesetzte mehrchörige Madrigale. Am Beginn jedes Intermediums und bei Szenenwechseln stehen instrumentale Sinfonias. Zu den mindestens 24 Instrumenten gehörten auch für die damalige Zeit neuartige wie die Cister, die Mandora, die Gitarre oder das Psalterium. Malvezzi erwähnt außerdem drei Kammerorgeln, ein Cembalo und ein Regal.

### Rezeption
La pellegrina wurde vermutlich am 15. Mai 1589 ein zweites Mal gespielt.:55 Außerdem gab es zwei weitere Aufführungen der Intermedien im Rahmen anderer Komödien der Compagnia dei Comici Gelosi.
Die Musikdokumente der Intermedien veröffentlichte Malvezzi im Jahr 1591. Außerdem ist eine detaillierte Beschreibung der Aufführung von Bastiano de’ Rossi in seinem Werk Descrizione dellapparato, e degl’intermedi : Fatti per la commedia rappresentata in Firenze : Nelle nozze de’ Serenissimi Don Ferdinando Medici, e Madama Cristina di Loreno, gran duchi di Toscana überliefert. Die beiden Dokumente widersprechen sich in einigen Punkten. Man kann ihnen entnehmen, dass die Musik von Anfang an Veränderungen unterlegen war und auf unterschiedliche Weise gespielt werden konnte. Weitere erhaltene Quellen sind Aquarelle, Zeichnungen und Drucke von Bühnenentwürfen und Kostümen. Außerdem gibt es einen Bericht des deutschen Reisenden Barthold von Gadenstedt.:58–59

„Die Komödia soll uber die 80.000 Kronen gekostet haben, welch’s leichtlich zu gläuben, wer sie mit angesehen. Die Komödia ward genennet ‚La pellegrina‘, an sich selber gar slecht, aber die Intermedia zwischen den Actibus waren ausbündig herrlich. Bevor die Komödia angefangen, ist die rote Decke behende weggerucket, und eine blaue seidene Decke geblieben, in welcher oben in der Mitten ein Weibsbild in einem herrlichen vergüldeten Stuhl gesessen, artlich in Seidengewand bekleidet wie eine Gottin, mit einer weißen Wolke umgeben. Welch’s Weib so lieblich angefangen zu singen, zugleich auf der Lauten slagend, daß Jedermann sagte, es wäre unmüglich, daß eines Menschen Stimm so lieblich sein könne. Hat auch aller Zuseher Gemüt also beweget mit ihrem Singen, das darvon nicht zu schreiben.“

Der konkrete mythologische Inhalt war dem Publikum offenbar nicht unmittelbar zugänglich, denn Barthold von Gadenstedt erinnerte sich an die Arion-Szene des fünften Intermediums folgendermaßen:

„Das schiff ward von dem mheer hin und wieder bewegett mitt verwunderung der zusehenden, auff welchem schiff sasenn 24 Musici die musicirten und singen darein, demnach diese aufgehoertt, fing der schiffman oben auf dem Mastbaum ein stuck allein zusingen, welcher einen herlichen Tenor sang wuste aus der kunst zu rechter zeitt zu colorieren whar auch lustig zuhoeren, nach dhem ehr das stuck aussungen, kompt aus dem mher ein gros Delphin oder Mherschwein, welchs der musica zuhorrte, auf dieses Mherschwein sprang gedachter schiffman, und versenckete sich mitt dem Delphin in das mheer.“

Die Sinfonie des abschließenden Ballo von Emilio de’ Cavalieri erreichte unter den Titeln Ballo del Gran Duca, Aria di Fiorenza oder Ballo di Palazzo einen hohen Bekanntheitsgrad in ganz Europa. Sie wurde mehr als hundert Mal verarbeitet, beispielsweise in Fassungen für Laute von Johann Hieronymus Kapsberger und Jean-Baptiste Besard, für Gitarre von Carlo Calvi (Bologna, 1646), für Tasteninstrument von Girolamo Frescobaldi und Jan Pieterszoon Sweelinck, für Violen-Consort von Peter Philips oder als Canzona von Lodovico Grossi da Viadana. Von Adriano Banchieri existieren gleich mehrere Bearbeitungen.:60
Auch nach dem Aufkommen der Oper wurden bei den großen Fürstenhochzeiten weiterhin prunkvolle Intermedien aufgeführt, beispielsweise 1608 in Mantua und Florenz oder 1628 in Parma. Doch deren Musik ist im Gegensatz zu der vieler früher Opern nicht erhalten.:44 Außer dem Großteil der Musik von 1589 sind lediglich Teile der Intermedien von 1539 überliefert.:57

### Bedeutung für die Gattung der Oper
Die ersten Opern entstanden ungefähr zehn Jahre später um 1600, als die Intermedien an Bedeutung das Rahmenwerk, für das sie geschrieben wurden, übertrafen und beim Publikum das Interesse an der Verbindung von Musik und Inszenierung wuchs.:62 Anders als die Oper besaßen die Intermedien keine musikalischen Dialoge. Als Wegbereiter gelten sie besonders, weil die Musik selbst zum Thema wurde und dadurch einen erhöhten künstlerischen Anspruch bekam. Zudem waren die Beteiligten an der Produktion – die Komponisten Giulio Caccini und Jacopo Peri sowie der Librettist Ottavio Rinuccini – dieselben wie bei den frühen Opern.:38
Bereits die Stoffwahl der Intermedien verweist auf die Thematik der frühen Opern. Der Kampf Apollons mit dem Drachen im dritten Intermedium beispielsweise wurde zum Ausgangspunkt von Peris Oper La Dafne, deren Libretto gleichfalls von Rinuccini stammte. Die ersten Zeilen des Intermediums übernahm er sogar wörtlich. Allerdings unterscheidet sich deren Zielsetzung trotz des beiden Gattungen gemeinsamen antiken Themas und der prachtvollen Ausgestaltung. Während das Intermedium für schnelle bildhafte Überraschungen sorgen wollte, für die die Musik zur Unterstützung herangezogen wurde, ist diese in der Oper das integrale Element, wenn auch zunächst noch dem Wort untergeordnet.

## Aufnahmen
- 1968: A Florentine Festival.
 Michael Morrow & John Beckett (Dirigent), Musica Reservata.
 Ausschnitte aus dem 2. und 6. Intermedium.
 Argo 602 (LP); Decca/London „Serenata“ 414 325-IDS (LP).[13]
- 1973: La Pellegrina. Intermedii et Concerti zur Hochzeit des Don Ferdinando Medici und der Madama Christiana di Loreno.
 Hans-Martin Linde & Eric Ericson (Dirigent), Stockholmer Kammerchor, Linde Consort.
 EMI Reflexe 30 114/15 (2 LPs); EMI Classics / Warner Classics 5099960209 (CD).[14][15]
- 1986: Una Stravaganza dei Medici. Intermedi (1589) per „La Pellegrina“.
 Andrew Parrott (Dirigent), Taverner Consort, Choir & Players.
 EMI Reflexe 47998, Virgin Classics 77877, HMV 5 73863 2.[16]
 Auch als Video erschienen.[17]
- 1997: La Pellegrina. Music for the Wedding of Ferdinando de’ Medici and Christine de Lorraine, Princess of France (Florence 1589).
 Paul Van Nevel (Dirigent), Huelgas Ensemble.
 Sony Vivarte 63362 (2 CDs).[18]
- 2007: La Pellegrina – Intermedii, 1589.
 Skip Sempé (Dirigent), Capriccio Stravagante Renaissance Orchestra & Soloists, Collegium Vocale Gent.
 Paradizo 0004.[19]
- 16./18. Juni 2019: Intermedi della Pellegrina.
 Federico Maria Sardelli (Dirigent), Valentino Villa (Regie), Marco Angelilli (Choreografie), Rossana Bertini und Elena Bertuzzi (Sopran), Candida Guida (Alt), Paolo Fanciullacci (Tenor), Marco Scavazza (Bariton), Mauro Borgioni (Bass), Modo Antiquo, Ricercare Ensemble, Compagnia Dramatodìa.
 Video; live vom Maggio Musicale Fiorentino aus dem Boboli-Garten am Palazzo Pitti im Florenz.
 Dynamic CD, DVD und Blu-ray Disc.[20]
- 18. Mai 2024: Sechs musikalische Intermedien zum Schauspiel „La Pellegrina“ von Girolamo Bargagli anlässlich der Hochzeit von Ferdinando I. de’ Medici und Christine von Lothringen.
 Eduardo Egüez (Dirigent), Alicia Amo (Sopran), Valerino Contaldo (Tenor), Ensemble Voz Latina, Vokalensemble NovoCanto, I Fedeli, Ensemble La Chimera.
 Live von den Tagen Alter Musik Regensburg.
 Radioübertragung auf BR-Klassik.[21]

## Digitalisate
- Girolamo Bargagli: La pellegrina (italienisch), Florenz 1589. Digitalisat im Internet Archive
- Girolamo Bargagli: La pellegrina (italienisch). Kritische Ausgabe von Florindo Cerreta, Florenz 1971. Digitalisat im Internet Archive
- Bastiano de’ Rossi: Descrizione dellapparato, e degl’intermedi : Fatti per la commedia rappresentata in Firenze : Nelle nozze de’ Serenissimi Don Ferdinando Medici, e Madama Cristina di Loreno, gran duchi di Toscana (italienisch), Florenz 1589. Digitalisat im Internet Archive